# 葶菊
葶菊（学名：Cavea tanguensis）为菊科葶菊属的植物。分布于锡金以及中国大陆的西藏、四川等地，生长于海拔3,960米至5,080米的地区，常生长在干燥沙地、河谷、高山近雪线地带的砾石坡地或灌丛间，目前尚未由人工引种栽培。

## 别名
嘎（西藏）